# Содник приморський
Содник приморський (Suaeda maritima) — вид квіткових рослин родини щирицевих (Amaranthaceae).

## Біоморфологічна характеристика
Це однорічна рослина, від лежачої до висхідної, зрідка прямовисна, сиза чи зелена, 5–100 см. Стебла зазвичай світло-коричневі, прості чи розгалужені, іноді злегка дерев'яніють біля основи. Листкова пластинка лінійна, 10–50 × 0.8–1.7 мм, верхівка від тупої до гострої. Клубочки на основному стеблі та бічних гілках, не скупчені, 1–4-квіткові. Квітки двостатеві; оцвітина актиноморфна або злегка неправильна, часточки нерівні, 2–3.3 мм в діаметрі. Насіння мономорфне, чечевицеподібне, 1–2.2 мм в діаметрі; оболонка насіння червоно-коричнева або чорна, сітчаста. 2n = 36. 

## Поширення
Росте у Євразії, Північній Африці та Північній Америці.

## Використання
Його збирають із дикої природи для місцевого використання як їжу та джерело матеріалів.